# Juicio Plan Cóndor
El Juicio por el Plan Cóndor en Argentina comenzó en marzo del 2013 y culminó el 27 de mayo del 2016. Por primera vez en la historia de la región sudamericana se probó que el Plan Cóndor representó un sistema formal de coordinación represiva entre las dictaduras militares de Argentina, Brasil, Chile, Uruguay, Paraguay y Bolivia. Las dimensiones del juicio quedaron plasmadas en el cúmulo documental, en el número de declaraciones de testigos en forma presencial y por videoconferencia desde sus países de residencia que participaron del proceso judicial. El veredicto del juicio que investigó y probó la coordinación represiva declaró 15 condenas vinculadas directamente a la desaparición forzada de 106 víctimas.

## Descripción del juicio
La causa del Plan Cóndor se inició en 1999 por denuncias de familiares de extranjeros desaparecidos en Argentina y, a su vez, se sumaron múltiples denuncias agrupadas en diferentes expedientes, conocidos respectivamente como Plan Cóndor I, II y III.
El juicio se encuentra dividido en dos causas que llegaron a los tribunales por separado: una, por la Operación Cóndor; la otra, por crímenes en el excentro clandestino de detención Automotores Orletti (cuya causa inicio en el 2004), parte del plan de coordinación represiva. Ambas causas, totalizan los casos de 174 víctimas. Las víctimas son personas ciudadanas de la mayoría de los países que integraron la Operación Cóndor: Argentina, Bolivia, Chile, Paraguay, Perú y Uruguay. La causa tuvo como querellantes al Centro de Estudios Legales y Sociales (CELS) y a la Secretaría de Derechos Humanos.
Desde 2013, declararon más de 200 testigos, vinculados con víctimas argentinas, uruguayas, brasileñas, chilenas y paraguayas. Durante el proceso se aportaron doce informes de organizaciones de derechos humanos; seis informes de organizaciones internacionales; 423 legajos de la Comisión Nacional sobre la Desaparición de Personas, la Secretaría de Derechos Humanos y el Registro de Desaparecidos y Fallecidos; 90 legajos y cientos de documentos de las Fuerzas Armadas y las Fuerzas de Seguridad; 8 documentos de Fuerzas Armadas del Cono Sur. A su vez se le agregan los documentos desclasificados del Departamento de Estado de los Estados Unidos. Además, se contó con los informes de archivos nacionales y extranjeros como los de la ex DIPBA y el Archivo del Terror del Paraguay. Y las evidencias existentes de 326 causas judiciales de la Argentina vinculas a juicios por delitos de lesa humanidad y de otras 46 causas tramitadas en el exterior.

## Condenados
La sentencia del TOF condenó a 15 acusados y absolvió a dos, Juan Avelino Rodríguez y a Carlos Tragant. La causa empezó con 31 condenados, pero muchos fallecieron en el camino, entre ellos, el expresidente de facto Jorge Rafael Videla.
Los condenados fueron:
- Reynaldo Bignone: condenado a 20 años de prisión, por asociación ilícita en el marco del Plan Cóndor.[11]
- Santiago Omar Riveros: condenado a 25 años de prisión, por asociación ilícita en el marco del denominado Plan Cóndor.[12]
- Rodolfo Emilio Feroglio: condenado a 20 años de prisión, por asociación ilícita en el marco del Plan Cóndor.
- Manuel Cordero Piacentini: condenado a 25 años de prisión.
- Miguel Ángel Furci: condenado a 25 años de prisión.
- Humberto José Román Lobaiza: condenado a 18 años de prisión.
- Enrique Olea: condenado a 13 años de prisión por asociación ilícita.
- Antonio Vañek: condenado a 13 años de prisión por asociación ilícita.
- Eugenio Guañabens Perelló: condenado a 13 años de prisión por asociación ilícita.
- Eduardo de Lío: condenado a 12 años.
- Luis Pepa: condenado a 12 años.
- Carlos Caggiano Tedesco: condenado a 12 años.
- Felipe Alespeiti: condenado a 12 años.
- Néstor Falcón: condenado 12 años
- Federico Minicucci: condenado a 8 años.